# Rue du Docteur-Cauvin
Pour les articles homonymes, voir Cauvin.
La rue du Docteur-Cauvin est une voie marseillaise située dans le 12e arrondissement de Marseille.

## Situation et accès
Elle va de la rue Montaigne au chemin de Saint-Jean-du-Désert.

Cette longue voie démarre dans le cœur commercial du quartier de Saint-Barnabé et descend vers le sud en longeant les nombreuses villas et résidences.
À l’intersection avec l’avenue d’Haïti, le boulevard de la Charbonnelle et le boulevard des Alpes, elle bifurque vers l’est en empruntant l’axe de l’avenue de Garlaban puis se redirige vers le sud à hauteur de celle-ci. Elle descend une légère pente et se termine à l’intersection avec le chemin de la Parette et le chemin de Saint-Jean-du-Désert dans le quartier éponyme et non loin de l’arrêt de tramway La Parette.

## Origine du nom
La rue doit son nom à Joseph Cauvin (1805-1889), médecin officier de santé et philosophe.

## Historique
Anciennement « traverse de Saint-Jean-du-Désert », la rue est classée dans la voirie de Marseille le 13 octobre 1859.
Elle prend son nom actuel par délibération du conseil municipal en date du 16 novembre 1920. Cette délibération mentionne : « …qui habita longtemps le quartier de Saint-Barnabé en faisant du bien et en donnant des soins gratuits aux pauvres. »

## Bâtiments remarquables et lieux de mémoire
- Au numéro 27 se trouve l’école élémentaire publique de Saint-Barnabé.
- Au numéro 36 se trouvait La Petite Compassion, lieu d’accueil des infirmes et des enfants pauvres créé en 1845, devenu par la suite la maison de retraite Notre-Dame-de-la-Compassion.
- Au numéro 183 se trouve le château de la Boiseraie.
- Au numéro 184 se trouve le siège provincial de l’association des Compagnons du Devoir.